# Parczew
Parczew is een stad in het Poolse woiwodschap Lublin, gelegen in de powiat Parczewski. De oppervlakte bedraagt 8,05 km², het inwonertal 10.352 (2005).

## Verkeer en vervoer
- Station Parczew